# 瑪麗埃塔 (明尼蘇達州)
瑪麗埃塔（英語：Marietta）是一個位於美國明尼蘇達州拉基帕爾縣的城市。

## 歷史
瑪麗埃塔於1884年成立，同年設立營運至今的郵局，1899年升格為城市。此地因定居者來自俄亥俄州的瑪麗埃塔而得名。

## 人口
根據2020年美國人口普查的數據，瑪麗埃塔的面積為0.95平方千米，皆為陸地。當地共有人口116人，而人口密度為每平方千米122人。